# Margherita Buy
Margherita Buy, född 15 januari 1962 i Rom, är en italiensk skådespelerska.

## Utmärkelser
Buy har bland annat vunnit fem David di Donatello-pris för bästa kvinnliga skådespelare. År 1990 vann hon priset för bästa skådespelerska vid San Sebastián internationella filmfestival för sin insats i La settimana della sfinge. År 2009 tilldelades hon priset för bästa skådespelerska vid Venedigs filmfestival för sin roll i The White Space.

## Roller i urval
- 1990 – La settimana della Sfinge
- 1990 – Stationen
- 1999 – Fuori dal mondo
- 2001 – Le fate ignoranti
- 2006 – Dold identitet
- 2006 – Saturno contro
- 2007 – Giorni e nuvole
- 2011 – Vi har en påve!
- 2013 – Viaggio sola
- 2015 – Mia madre
- 2023 – Självmord med ångervecka – Den första dagen av mitt liv
- 2024 – Ripley (TV-serie)